# Acropteris canescens
Acropteris canescens es una especie de polilla del género Acropteris, familia Uraniidae.

## Taxonomía
Fue descrita científicamente por Lucas.